# غرب واشنطن
غرب واشنطن هي منطقة للولايات المتحدة التي تعرف بأنها جزء من غرب واشنطن من جبال كاسكيد. ومن المعروف أن المناخ أكثر رطوبة بكثير من الجزء الشرقي من الدولة . عدد السكان لغرب واشنطن الذي تم حسابه من 1 تموز / يوليو 2006 كان عدد السكان 4987450 من واشنطن تقدر 6395798. وهذا ما يجعل عدد السكان مماثل لولاية كولورادو في 4601821 . غرب واشنطن مساحتها 24742 ميل مربع ، وذلك لكثافة السكان من 201.58 شخص لكل ميل مربع.